# حبيب ميان
حبيب ميان (ولد في راجستان، جايبور، الهند، بين 1868 و1870 - توفي 19 أو 21 أغسطس 2008) عميد البشرية.
قال إنه يبلغ من العمر 138 عامًا، وإذا كانت تصريحاته صحيحة، فستجعله الشخص الأطول عمراً في العالم، على الرغم من أن عمره الفعلي لا يزال مثيرًا للجدل، حيث لا توجد سجلات ميلاد للتحقق من كلماته. في مناسبات عديدة، ادعى أنه ولد عام 1870، على الرغم من أن الوثائق الرسمية من ذلك البلد تشير إلى أنه ولد عام 1878.
وبحسب حالته التقاعدية الصادرة عن الدفاتر والوثائق الرسمية، فإن حبيب ميان ولد في العشرين أو الثامن والعشرين من مايو 1878. إذا كان هذا التاريخ صحيحًا، لكان ميان أطول شخص عمرا في العالم، حتى 130 عامًا، يليه الفرنسية جين كالمينت التي توفيت في عام 1997 عن عمر يناهز 122 عامًا.
برز حبيب ميان في عام 2004 عندما أدى فريضة الحج إلى مكة، بعد تلقي تبرعات من المحسنين. كان أرمل لمدة 70 عامًا، وتقاعد في عام 1938 عن عمر يناهز 68 عامًا، بعد أن عمل كعازف كلارينيت في بلاط الملك راجا مان سينغ. كان الرجل العجوز أعمى لأكثر من نصف قرن، وكانت حركته محدودة لعدة سنوات.